# Sex, Drogen und Industrial
Sex, Drogen und Industrial è il terzo album (EP) dei Combichrist.

## Tracce
1. Blut Royale - 5:32
2. Tractor - 5:03
3. Anatomy - 5:06
4. Sex, Drogen und Industrial (Low Tech) - 5:20
5. Sex, Drogen und Industrial (Soman Remix) - 5:03
6. Sex, Drogen und Industrial - 4:52
7. Vater Unser (Combicritters Remix) - 4:47
8. Like to Thank My Buddies (LiveAt Infest) - 6:18